# 温故一九四二
《温故一九四二》是由中国作家刘震云创作和发表的以1942年河南饥荒为题材的中篇小說，后被冯小刚改拍成2012年电影《一九四二》。